# Tryggvi Hrafn Haraldsson
Tryggvi Hrafn Haraldsson (sinh ngày 30 tháng 9 năm 1996) là một tiền đạo bóng đá người Iceland, hiện tại thi đấu cho Halmstads BK.

## Sự nghiệp quốc tế
Tryggvi có màn ra mắt trước México vào ngày 8 tháng 2 năm 2017.

### Bàn thắng quốc tế
| # | Ngày                | Địa điểm                                    | Đối thủ             | Tỉ số | Kết quả | Giải đấu                  |
| - | ------------------- | ------------------------------------------- | ------------------- | ----- | ------- | ------------------------- |
| 1 | 11 tháng 1 năm 2018 | Sân vận động Maguwoharjo, Sleman, Indonesia | Indonesia Selection | 4–0   | 6–0     | Giao hữu không chính thức |